# 劉懷恕
劉懷恕（1550年—1612年），字士行，直隸大名府東明縣人，民籍，明朝政治人物。

## 生平
隆慶四年（1570年）庚午科順天府鄉試第一百三十八名，萬曆五年（1577年）丁丑科會試第二百二十名，登三甲第二百二十三名進士。授長洲知縣，修吴門堤，十一年八月擢山东道御史，十二年九月养病，十四年二月復除河南道御史，巡按淮揚，三月而逐三墨吏。巡按山西宣大，尤多異政。二十年七月升大理寺寺丞，二十七年四月升大理寺右少卿，捐俸禄助工，五月升左少卿，因病家居十三年，萬曆四十年（1612年）起升鄖陽巡撫，未任卒。

## 家族
曾祖劉俊；祖父劉儀；父劉天祥。母張氏。具慶下。